# Guy Reibel
Pour les articles homonymes, voir Reibel.
Guy Reibel est un compositeur français de musique contemporaine né le 19 juillet 1936 à Strasbourg.

## Parcours
Guy Reibel suit des études scientifiques à Lille, au sein de l'Institut Supérieur d’électronique, dont il sort ingénieur, et musicales au Conservatoire de Paris.
Membre du Groupe de recherches musicales (GRM) de 1963 à 1983, il participe aux travaux de recherche, notamment pour le Traité des objets musicaux de Pierre Schaeffer. Il se spécialise dans la recherche sur la perception de la hauteur et de la durée.
De 1977 à 1986, il est responsable de plusieurs programmes radiophoniques centrés sur les musiques contemporaines (sur France Musique et France Culture).
Il crée l'Atelier des Chœurs de Radio France, petite formation semi-permanente pour la création et l'interprétation d'œuvres contemporaines.
Il dirige le Groupe vocal de France de 1986 à 1990, qui a interprété et créé un certain nombre d'œuvres contemporaines et notamment enregistré l'intégrale des œuvres vocales de György Ligeti. Il enseigne aux côtés de Pierre Schaeffer dans la classe de composition électroacoustique et de recherche musicale au Conservatoire de Paris.
Il est conseiller musical pour la Cité de la musique de 1983 à 1989.
Il est à l'origine de la 2°génération de Corps sonores (initiée  par Pierre Schaeffer) instruments créés et développés par Patrice Moullet et représentés en particulier par l'omni interface pour piloter les systèmes sonores virtuels, constituée de 108 plaques de 108 couleurs différentes réparties sur une surface légèrement sphérique de 160 cm de diamètre et bénéficiant des convertisseurs d'Emmanuel Flety de l'IRCAM. 
Il dirige régulièrement le Chœur de Radio France depuis 1991.

## Sources
- Guy Reibel, biographie : site de Radio France, page biographie (page consultée le 10 décembre 2005)